# Pozohondo (vino)
Pozohondo es una indicación geográfica protegida, utilizada para designar los vinos de la tierra elaborados con uvas procedentes de la zona vitícola que comprende los municipios de Alcadozo, Peñas de San Pedro y Pozohondo, situados en la provincia de Albacete, España, y que cumplan unos requisitos determinados.
Esta indicación geográfica fue reglamentada en el año 2000 por la Junta de Comunidades de Castilla-La Mancha.